# Pseudanophthalmus kerkeleri
Pseudanophthalmus kerkeleri är en skalbaggsart som beskrevs av Barr. Pseudanophthalmus kerkeleri ingår i släktet Pseudanophthalmus och familjen jordlöpare. Inga underarter finns listade i Catalogue of Life.